# Tobias (Sohn des Tobit)

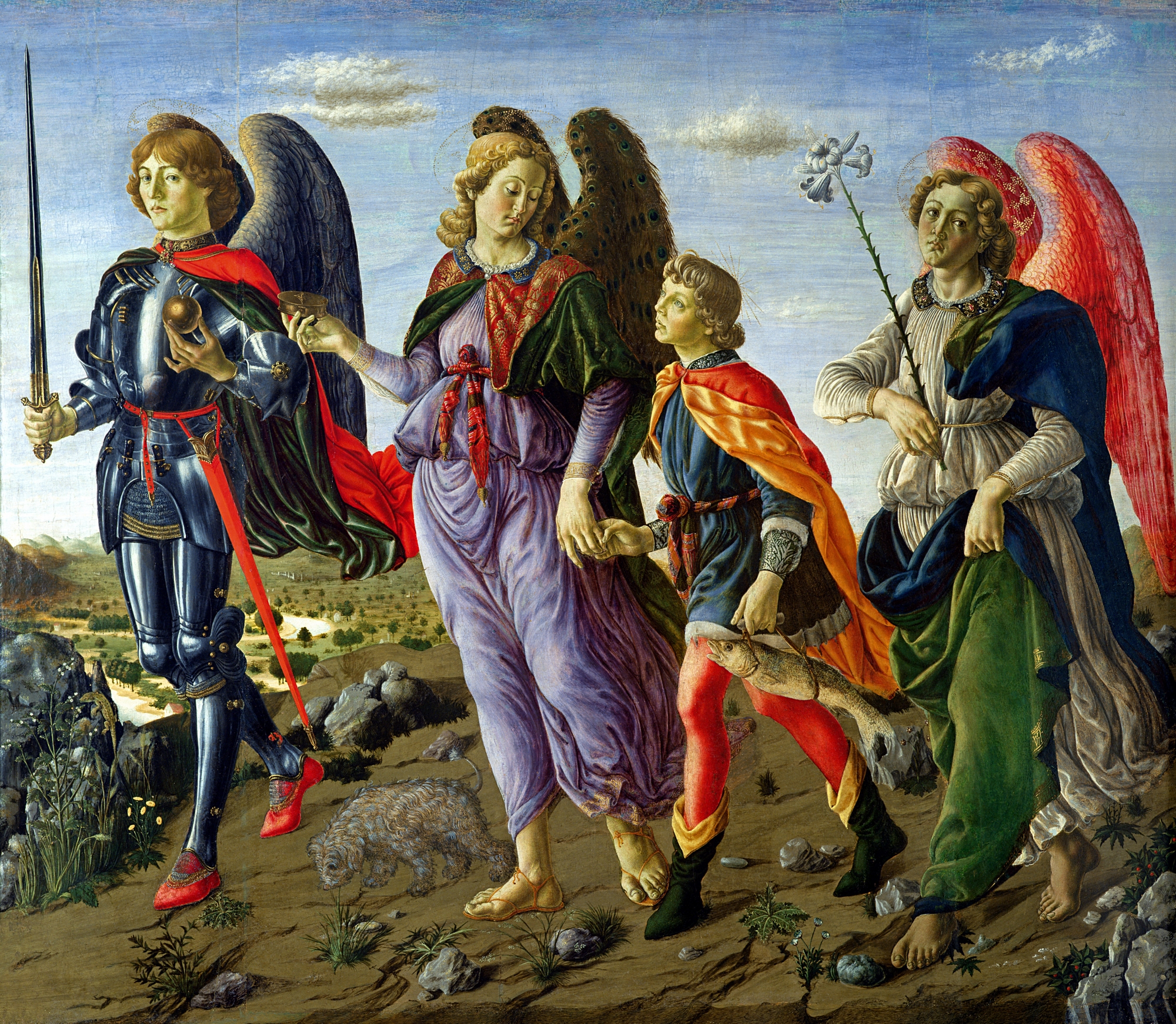
Francesco Botticini: Die drei Erzengel Michael, Raphael und Gabriel führen Tobias, 1470, Uffizien, Florenz

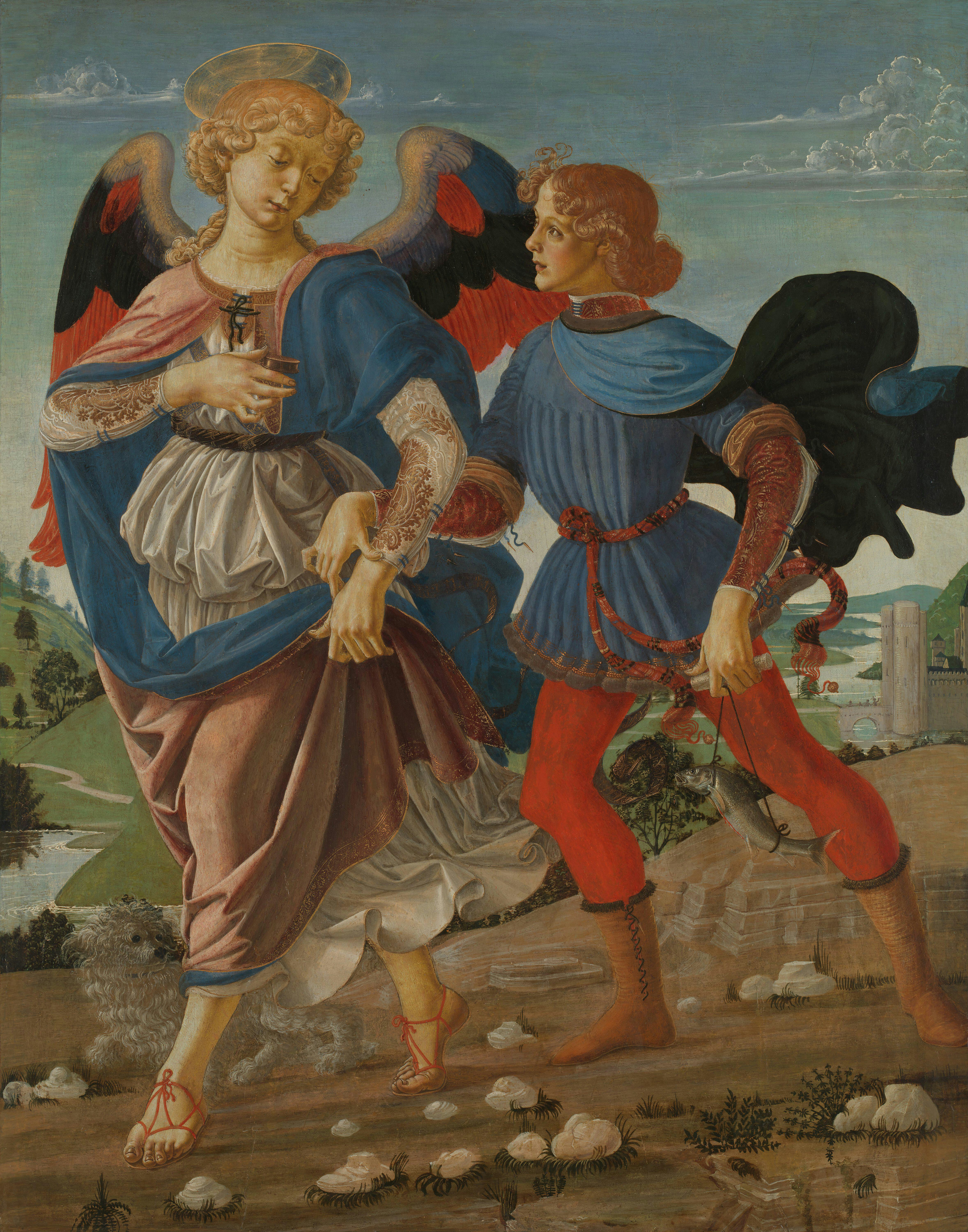
Tobias und der Engel (Verrocchio)

Tobias und Raphael kehren mit dem Fisch heim

Tobias (hebräisch טוֹבִיָּהוּ Ṭōvijjahū, deutsch ‚Der Herr ist gütig‘) ist der Sohn des Tobit im Buch Tobit, einer der Spätschriften des Alten Testaments.

## Tobias im Buch Tobit
Der alte Tobias (Tobit) bewahrte in der assyrischen Gefangenschaft zu Ninive seinem Gott die Treue und zeichnete sich durch Nächstenliebe aus. Auch in Prüfungen verlor er nicht sein Gottvertrauen. Sein Sohn, der junge Tobias, wurde auf einer Reise von Erzengel Raphael begleitet, beschützt und seiner künftigen Ehefrau Sara (Ednas Tochter) vorgestellt. Auch ein Hund begleitete und schützte den jungen Tobias. 
Vater und Sohn erreichten ein hohes gottgesegnetes Alter.
In römisch-katholischen Bibelübersetzungen wird namentlich zwischen dem Vater Tobit und dem Sohn Tobias unterschieden. In evangelischen Übersetzungen wie der Lutherbibel wird in beiden Fällen der hebräische Name Tobias verwendet.

## Verehrung
Tobias wird in der Ikonographie oft dargestellt als Reisender, begleitet vom Erzengel Raphael oder beim Abschied des Erzengels von der Familie des Tobias.  Er ist der Patron der Pilger, der Reisenden und Augenleidenden.  Gedenktag ist der 13. September.
Sein Vater Tobit wird dargestellt, wie er Tote begräbt oder wie er von seiner Blindheit (durch die Fischgalle) geheilt wird. Tobit ist der Patron der Totengräber.